# Skammerens datter (film)
Skammerens datter er en dansk fantasyfilm fra 2015, som er instrueret af Kenneth Kainz, og som er baseret på Lene Kaaberbøls bog af samme navn fra 2000, der er blevet oversat til flere sprog og tidligere har været opført som musical på Østre Gasværk. Manuskriptet er skrevet af den Oscarvindende danske manuskriptforfatter Anders Thomas Jensen. Rettighederne til filmen ejes af Nepenthe Film, og budgettet var på omkring 50 millioner kroner. Hovedrollen som Dina Tonerre blev spillet af Rebecca Emilie Sattrup, og rollen som Drakan af Peter Plaugborg. Af andre medvirkende kan nævnes Søren Malling, Jakob Oftebro, Maria Bonnevie og Stina Ekblad.
Filmen havde dansk premiere d. 26. marts 2015, og den blev modtaget med gennemsnitlig til positiv respons fra anmelderne. Særligt de visuelle effekter i filmen blev fremhævet som gode, mens karakterernes manglende dybde blev kritiseret. Filmen blev nomineret til elleve Robertpriser og vandt de fem, heriblandt prisen for årets børne- og familiefilm, ved uddelingen i februar 2016.
Den blev efterfulgt af Slangens gave i 2019.

## Handling
Dina Tonerre (Rebecca Emilie Sattrup) er ligesom sin mor Melussina (Maria Bonnevie) født med evnen til at se andre menneskers skam, når de ser hende i øjnene. I kraft af sit virke som skammer bliver Dinas mor kaldt til borgbyen Dunark, hvor hun skal vurdere, om fyrstens søn Nico (Jakob Oftebro) har slået sin familie ihjel. Hun erklærer ham uskyldig, men Nicos halvbror Drakan (Peter Plaugborg) er ikke tilfreds og får også bragt Dina til borgen, hvor Dina også erklærer Nico uskyldig. Drakan forsøger herefter at dræbe Dina og give Nico skylden. Nico og Dina formår begge at flygte ned i dragegården, hvor en drage får bidt Dina, og Nico formår at bringe hende i sikkerhed, mens hun sygner hen af de giftige dragebid.
Dina vågner hos mester Maunus (Olaf Johannesen), hvor apotekeren fru Petri (Laura Bro) har behandlet hendes sår. De skjuler sig hos Maunus, mens Drakan, der har udråbt sig selv til fyrste over Dunark, gennemsøger byen. Da han kommer til Maunus, gemmer de sig i huset, og Maunus forsøger at overbevise Drakan om, at de ikke er hos ham, men Drakan sætter ild til huset for at drive dem ud. Dina flygter ud gennem hoveddøren og bliver taget til fange. Huset eksploderer og falder i havet med Nico. Da Dina bliver slæbt bort, formår mester Maunus at lave en afledningsmanøvre, så hun kan slippe væk.
I et kraftigt regnvejr gemmer hun sig under en vogn for at få ly, og her hører Dina en stemme, som tilhører Rosa (Petra Maria Scott Nielsen), der først forsøger at skræmme Dina væk med sin kniv. Da Dina er ligeglad, lader Rosa hende sove. Næste morgen bruger Dina sin evne til at få udleveret et stort brød, som Rosa gerne vil have. Hun overbeviser Rosa om at hjælpe hende med noget nyt tøj, mod at Rosa får brødet. Da de kommer hjem til Rosa, bliver hendes storebror sur på hende og slår hende. Dina bruger sine evner på hende. På byens torv hører de, at Drakan planlægger at henrette Dinas mor. Roasas storebror udpeger Dina, og våbenmesteren (Søren Malling) bringer hende til Drakans borg. Her får han set i Dinas øjne, og hun ser hans skam ved at arbejde for Drakans regime.
Da Drakan arrangerer en offentlig henrettelse af Melussina, så befolkningen kan se, at han dræber de forhadte skammere, foreslår våbenmesteren selv at dræbe Dina, men lad befolkningen tro, at hun er løsladt, så Drakan fremstår barmhjertig. Drakans moder, Dama Lizea (Stina Ekblad), giver ham ret, og våbenmesteren begiver sig afsted med Dina. På vejen fanger han også Rosa, men da de når ud til Dunark-klippen, hvor han har sagt, at han vil kaste dem ud, vil han i stedet lade dem flygte. Dina overbeviser ham om, at han må hjælpe hende med at befri hendes uskyldige mor.
Våbenmesteren fører dem til fru Petri, hvor det viser sig at Nico stadig er i live. Sammen lægger de en plan for at befri Dinas mor. Næste dag bliver Melussina lænket til en pæl, og dragerne bliver lukket ud til at spise hende. Dina råber pladsen op og siger at Drakan er morderen, og menneskemængden får Drakan til at kigge Dina i øjnene. Han føler dog ingen skam over at have myrdet sin far, og han tilstår derfor ikke mordet. Han lader henrettelsen fortsætte, men ved hjælp af sine evner får Dina overbevist menneskemængden om at Drakan alligevel er skurken. Han beordrer alle dragerne sat løs, og menneskemængden går i panik. I kampens hede får våbenmesteren befriet Melussina, og Nico slås med Drakan. Nico får afvæbnet Drakan, efter at Rosa har afledt ham ved at stikke ham med sin kniv. Nico står med klingen på Drakans strube, men han kan ikke få sig selv til at slå ham ihjel, så han lader ham leve.
De flygter alle gennem dragegården og en lang tunnel, der fører ud til at havet. Her når de at komme ombord i en lille både og sejler væk, mens Drakan står tilbage på kysten. De samles alle i bjergene, hvor hele Dinas familie er. Til sidst siger Dina, at Nico vil kunne slå Drakan ihjel, når han får chancen næste gang.

## Medvirkende
- Rebecca Emilie Sattrup - Dina
- Petra Maria Scott Nielsen - Rosa
- Peter Plaugborg - Drakan
- Maria Bonnevie - Melussina (Dinas mor)
- Søren Malling - Våbenmesteren
- Roland Møller - Hannes, våbenmesterens assistent
- Jakob Oftebro - Nicodemus Ravens (Nico)
- Stina Ekblad - Dama Lizea
- Allan Hyde - Davin
- Laura Bro - Fru Petri
- Olaf Johannessen - Mester Maunus
- Jóhann G. Jóhansson - Dres
- Adam Ild Rohweder - Aun
- Selma Iljazovski - Melli

## Produktion

### Casting
Allerede i 2004 henvendte Nepenthe Film sig til Kaaberbøl for at få filmrettighederne til Skammerens datter.
Castingen af hovedrolleindehaveren foregik i marts 2013, hvor omkring 4.000 ansøgere blev gennemgået. Af hensyn til pigerne blev skuespillernavnene til hovedrollerne Dina og Rosa ikke offentliggjort, før optagelserne til filmen var afsluttet. I maj 2014 kom det efter længere tids hemmeligholdelse frem, at Dina blev spillet af den 12-årige Rebecca Emilie Sattrup. Hun havde bl.a. modtaget rideundervisning og havde måttet klippe sit hår af, da hun skulle forklæde sig som dreng i filmen. Desuden havde hun udført en del af sine egne stunts. Sattrup ansøgte om rollen efter at have læst bogen, som hun fik af sin mor, der havde købt den i en boghandel, hvor en kvinde havde sagt til hende: "Du skal købe den her bog. Den vil ændre din datters liv." Særligt hendes øjne var med til at gøre udslaget ved hendes casting, da skammerdatterens øjne har en central rolle i historien.
Peter Plaugborg, der spiller den primære antagonist, fyrst Drakan, udtalte at selvom skurke ofte er sværere at identificere sig med som skuespiller, så var Drakan "da fantastisk spændende at spille". Søren Malling fik rollen som fyrst Drakans næstkommanderende, våbenmesteren. Til rollen ønskede Malling at skifte udseende radikalt, da han ofte var kommet til at fremtræde på samme måde i sine hidtidige roller, og han så derfor en mulighed for at ændre dette billede markant, da han fik tilbudt rollen. Han blev klippet skaldet, fik et ar samt skæg. Om rollen udtalte han, at det måtte være "forfriskende for publikum at se et andet visuelt udtryk, end ham de er vant til at se på tv eller i biografen".
Maria Bonnevie, der spiller Dinas mor Melissa, var blevet mor knapt to år inden optagelserne og havde efterfølgende takket nej til mange teater- og filmjobs, men hun takkede ja til Skammerens datter, da hun er en stor fan af fantasygenren, og hun udtalte, at der var noget "storslået over det her univers." Roland Møller, der spiller våbenmesterens assistent Hannes, trænede med sværd for at kunne udføre fægtescener i filmen.

### Optagelser
Størstedelen af optagelserne til filmen foregik i Tjekkiet, og flere produktionsmøder blev afholdt i Prag. De første optagelser begyndte i februar 2014, mens udendørsscenerne blev filmet i foråret 2014 i Barrandov-området i udkanten af Prag, hvor mere end 100 statister medvirkede. Prag blev blandt andet valgt, fordi dele af byen kunne bruges direkte, at der i forvejen er en borg, og fordi statister er væsentligt billigere i Tjekkiet. Nogle optagelser foregik på Island. Optagelserne i Prag blev afsluttet i slutningen af april. Brugen af filmlokationer i forskellige lande blev anvendt for at minimere mængden af computer til produktionen.
Dragerne blev fremstillet digitalt i Norge, og kampscener med disse foregik med skuespillere, der udførte deres roller foran en blue screen. Dele af lydsporet til filmen blev optaget på Middelaldercentret ved Nykøbing Falster i efteråret 2014, da statisterne i Tjekkiet ikke kunne tale dansk, og der skulle bruge danske stemmer til baggrundslydene.
Ifølge Lene Kaaberbøl fik hun "gåsehud og tårer i øjnene", da hun overværede nogle af de sidste optagelser til filmen.
Filmen blev blandt andet støttet af Det Danske Filminstitut, Nordisk Film, Nordisk Film & TV Fond og Danmarks Radio.
Musikken blev indspillet i Prag med et symfoniorkester. Den danske middelaldergruppe Virelai var også med til at indspille musik til slutscenen af filmen sammen med symfoniorkestret.

## Udgivelse

### Promovering
Den første trailer blev gjort tilgængelig på Ekstra Bladets hjemmeside 6. november 2014 i fem timer. Den 20. november blev traileren gjort alment tilgængelig på blandt andet Kino.dk og Det Danske Filminstituts hjemmeside. Traileren blev godt modtaget, og Kim Kastrup fra Ekstra Bladet skrev, at filmen "ser ekstremt lovende ud med en troværdig Middelalder-stemning, utroligt flotte billeder, imponerende heste-scener, ild og mørke og en stor truende borg samt riddere med drabelige sværd. Det kunne godt se ud, som der er noget at glæde sig til for både børn og voksne."
Om udgivelsen af traileren udtalte Jan Lehmann fra Nordisk Film Distribution: "Med offentliggørelsen af de første billeder tager vi hul på en kampagne, som skal trække danskerne ind i et både dramatisk og medrivende univers."

## Modtagelse

### Indtjening
Filmen indtjente knap 3 millioner kroner i åbningsweekenden og endte med at indtjene omkring 15 millioner kroner i Danmark. I udlandet blev filmen distribueret i Østrig, Norge, Island, Tyskland, Thailand, Tyrkiet og de Forenede Arabiske Emirater, hvor den sammenlagt indtjente for omkring 1,35 millioner kroner.
Skammerens datter var den mest sete biograffilm i Danmark i perioden 26.-29. marts og den tredjemest sete fra 9.-12. april. Filmen var den næstmest sete biograffilm i perioden 16.-19. april og den femtemest sete fra 23.-26. april. I første kvartal havde filmen solgt 125.440 billetter og var således den syvendemest sælgende film i perioden. Filmen solgte mere end 225.000 billetter i landets biografer.

### Anmeldelser
Politikens anmelder Kim Skotte gav filmen 3/6 hjerter og hæftede sig særligt ved, at den havde for meget fart på, således at figurerne ikke blev bundet ordentligt sammen. Jyllands Posten gav også 3/6 stjerner.
Filmmagasinet Ekkos anmelder gav den 4/6 stjerner, og skrev at filmen havde et "sprødt, lækkert fantasy-look", men konkluderede ligesom Skotte, at karakterne manglede dybde. Anmelderen skrev dog også, at det var "fantasy på internationalt niveau" Soundvenue gav ligeledes 4/6 og hæftede sig ved, at den var visuelt godt lavet. Til gengæld var Rebecca Emilie Sattrups præstation ikke altid helt overbevisende ifølge denne anmeldelse. Berlingske Tidende gav 4/6 stjerner og kaldte den "ambitiøs, flot, spændende og velspillet", men beklagede at spilletiden var skåret ned til halvanden time, og kommenterede ligesom andre medier, at karakterne og universet manglede luft at udfolde sig på. Sattrup blev til gengæld rost som en vellykket casting.
Både BT og Ekstra Bladet gav 5/6 stjerner. Sidstnævnte skrev bl.a. om effekterne at "Dragerne har ikke vinger og de udspyr ikke ild, men de virker vældig realistiske". Anmelderen noterede sig, at indledningen var lidt langsom og kluntet, men at særligt i mødet mellem Sattrups Dina og Scotts karakter Rosa "opstår billedskønne, magiske øjeblikke". Ligeledes blev Plaugborg og Ekblads præstationer rost. BT's Niels Lind Larsen skrev at det var "en stor og fængslende film, han har skabt, i et højt tempo med masser af højdepunkter."

### Priser
Filmen blev nomineret til elleve Robertpriser i 2016 og var dermed den næstmest nominerede film ved årets prisuddeling. Filmen endte med at vinde priserne for bedste børne- og familiefilm, bedste adapterede manuskript (Anders Thomas Jensen), bedste kostumier (Kicki Ilander), bedste score (Jeppe Kaas) og bedste visuelle effekter (Martin Madsen og Morten Jacobsen).
Ved børnefilmsfestivalen Giffoni Film Festival i Italien vandt Skammerens Datter andenpladsen i kategorien "Bedste børnefilm for de 10-12-årige". Prisen blev uddelt på baggrund af stemmerne fra ca. 800 børn, der havde set den under festivalen.
Til Fantasia International Film Festival, der afholdes hvert år i Montreal i Canada, modtog filmen bronze i publikumsprisens kategori "Film fra Europa, Nordamerika eller Sydamerika" ved uddelingen i 2015. Samme år fik den også førstepladsen i til den belgiske filmfestival Filem'on, udvalgt af børnejuryen.
| Pris         | År   | Categori                    | Modtager                                       | Resultat  |
| ------------ | ---- | --------------------------- | ---------------------------------------------- | --------- |
| Robertpriser | 2016 | Årets børne- og ungdomsfilm | Skammerens datter                              | Vundet    |
| Robertpriser | 2016 | Publikumsprisen             | Kenneth Kainz, Eva Juel Hammerich og Nina Lyng | Nomineret |
| Robertpriser | 2016 | Årets adapterede manuskript | Anders Thomas Jensen                           | Vundet    |
| Robertpriser | 2016 | Årets kostumier             | Kicki Ilander                                  | Vundet    |
| Robertpriser | 2016 | Årets sminkør               | Love Larson og Eva Von Bahr                    | Nomineret |
| Robertpriser | 2016 | Årets score                 | Jeppe Kaas                                     | Vundet    |
| Robertpriser | 2016 | Årets sounddesigner         | Henrik Garnov                                  | Nomineret |
| Robertpriser | 2016 | Årets visuelle effekter     | Martin Madsen og Morten Jacobsen               | Vundet    |
| Robertpriser | 2016 | Årets scensograf            | Waldemar Kalinowski                            | Nomineret |
| Robertpriser | 2016 | Årets fotograf              | Lasse Frank Johannessen                        | Nomineret |
| Robertpriser | 2016 | Årets klipper               | Nicolaj Monberg                                | Nomineret |

## Fortsættelse
Sattrup havde allerede i marts 2015 undskrevet en kontrakt på at lave en fortsættelse af filmen. Skammerens datter 2, som bliver en filmatisering af bogen Slangens gave fra 2001, er sat til at få premiere den 7. februar 2019.

## Eksterne Henvisninger
- Skammerens Datter på Internet Movie Database (engelsk)
- Skammerens Datter på Filmdatabasen
- Skammerens Datter på danskefilm.dk
- Skammerens Datter på danskfilmogtv.dk
- Skammerens Datter på Scope
- Skammerens Datter i Svensk Filmdatabas (svensk)
- Skammerens Datter på AlloCiné (fransk)
- Skammerens Datter på MovieMeter (nederlandsk)
- Skammerens Datter på The Movie Database (engelsk)
- Skammerens Datter på Rotten Tomatoes (engelsk)